# August Plym

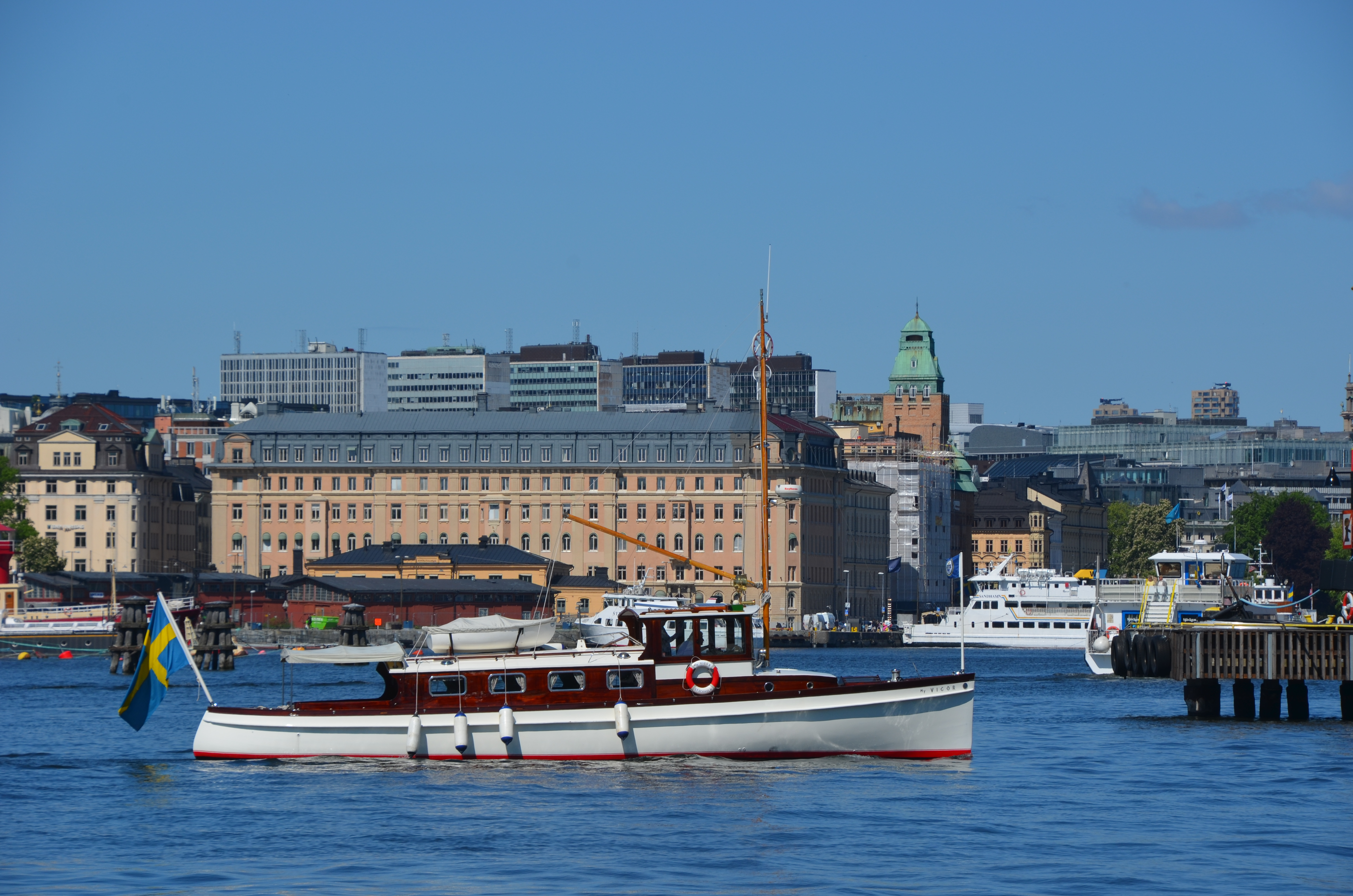
M/Y Vigor i Nybroviken i Stockholm, 2021

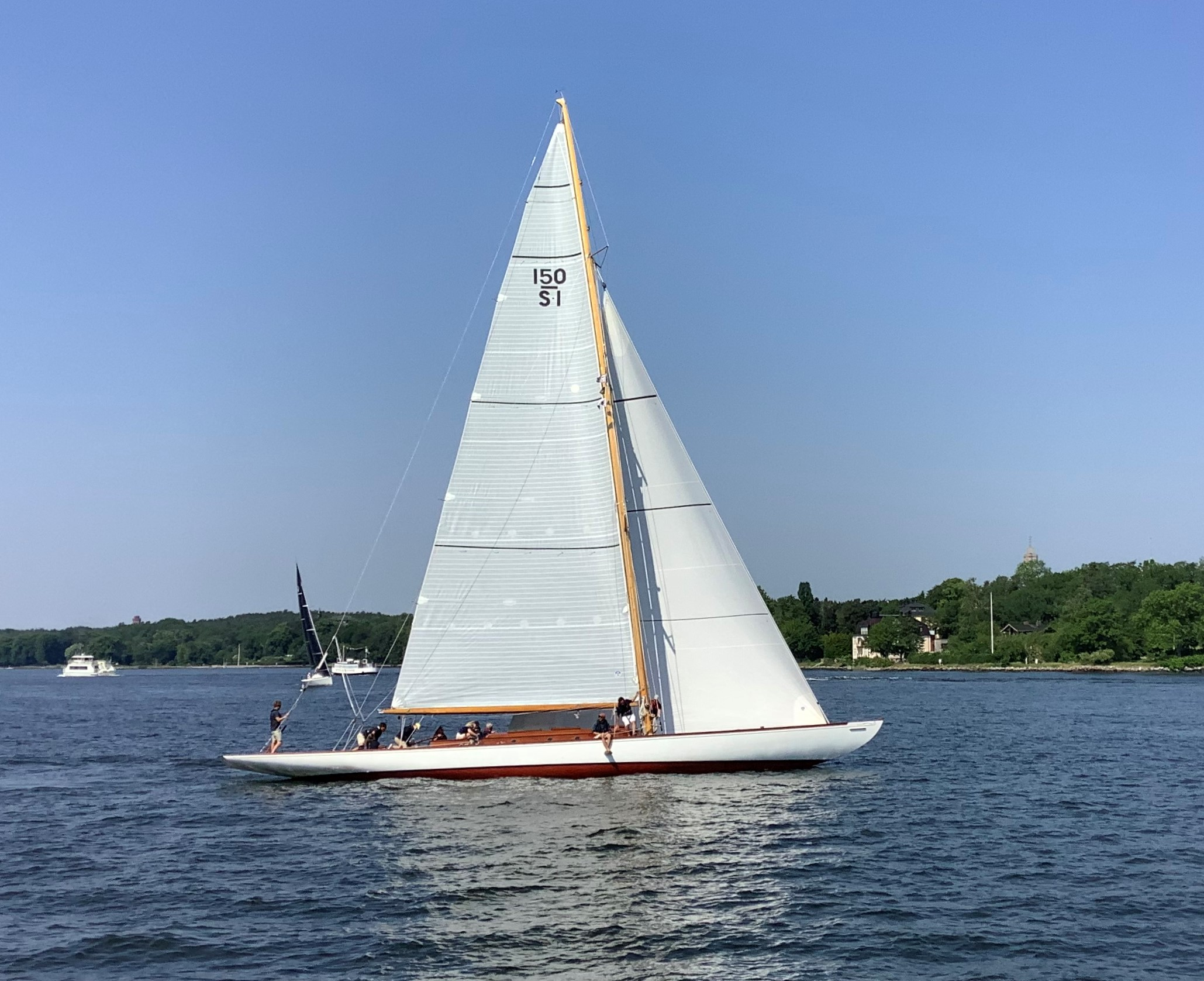
Beatrice Aurore vid Nacka strand, 2021

August Plym, född 11 mars 1856 i Essunga i Västra Götalands län, död 23 september 1924 i Saltsjöbaden, var en svensk båtbyggare och båtkonstruktör. Han var en av grundarna av Neglingevarvet i Saltsjöbaden.

## Biografi
August Plym började som lärling hos en trädgårdsmästare i Småland. Han flyttade 1880 till Stockholmstrakten och blev lärling i båtbyggnad på Henning Smiths  segelyachtvarv Kummelnäs båtvarv i nuvarande Nacka kommun. Han fortsatte senare på båtvarv i Storbritannien och 1892-1893 i USA. Vid Han arbetade Plym på bland annat Bayards varv på Djurgården i Stockholm och anställdes efter vistelsen i USA som chef för det år 1893 bildade Stockholms Båtbyggeri AB på Liljeholmen. Efter en varvsbrand 1904 flyttade Plym och några kollegor till Neglingevarvet, som de tidigare köpt tillsammans. 
Flera kända båtkonstruktörer levererade ritningar till varvet, bland andra Hugo Schubert, Albert Anderson och Axel Nygren. Plym konstruerade från sekelskiftet ett stort antal segelbåtar. Den mest berömda är skärgårdskryssaren SK 150 EBE, sedermera Beatrice Aurore från 1920, vilken är den snabbaste helsvenska skärgårdskryssaren genom tiderna. Även de Plymritade SK 95-yachterna Gain och X (senare Dafne, idag Ala Ala) noterade utmärkta kappseglingsresultat under 1920-talet och kunde mäta sig med de allra snabbaste båtarna i klassen, de senare byggda och extremt långa Estlander- och Holm-nittiofemmorna.
Neglingevarvet var ett av de förnämligaste kvalitetsvarven i Sverige. Många exempel på Plyms kunskap om trä och båtar seglar fortfarande i svenska skärgårdar. August Plym är begravd på Skogsö kyrkogård i Saltsjöbaden.
August Plym var gift sig med Fredrique Bengtzen. Paret hade sju barn, bland andra Carl (1899–1930), Gustav, Bengt (1906–1966) och Oskar Plym.

## Ritade fartyg i urval
- 1909 M/Y Vigor, byggd på Neglingevarvet
- 1912 Wanda, senare Lackawanna, byggd på Neglingevarvet, för Joseph Nachmanson
- 1919 Dafne, idag Ala-Ala, byggd på Neglingevarvet
- 1920 Beatrice Aurore, byggd på Neglingevarvet